# Cistus heterocalyx
Cistus heterocalyx är en solvändeväxtart som beskrevs av J.-p. Demoly. Cistus heterocalyx ingår i släktet Cistus och familjen solvändeväxter. Inga underarter finns listade i Catalogue of Life.